# الاحتلال الثاني لكوبا

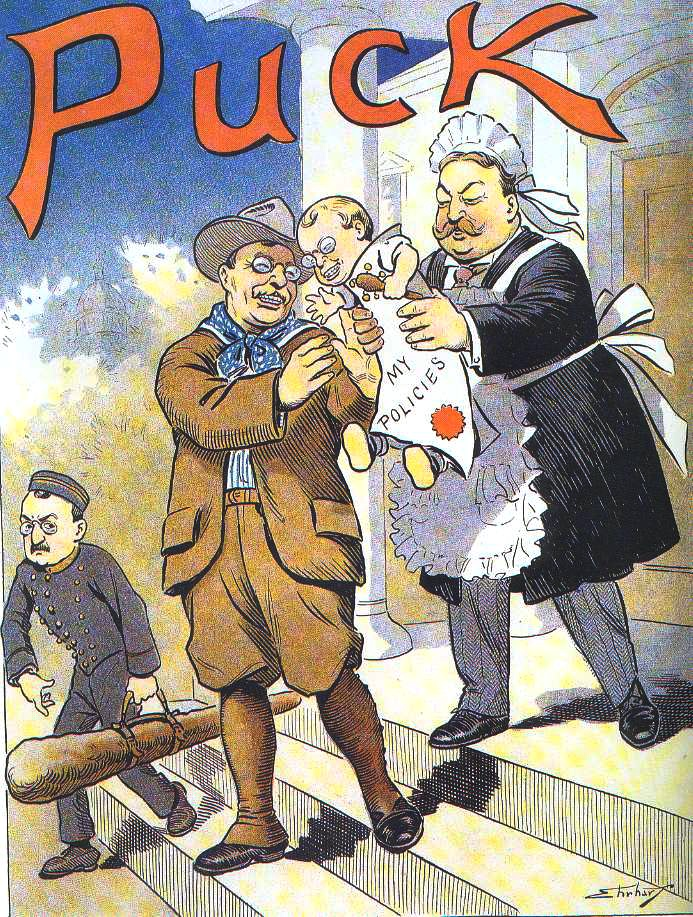

استمر الاحتلال الثاني لكوبا من قبل القوات العسكرية للولايات المتحدة، رسميًا الحكومة المؤقتة لكوبا، منذ سبتمبر 1906 وحتى فبراير 1909.
عندما انهارت حكومة الرئيس الكوبي توماس إسترادا بالما، أمر الرئيس الأمريكي ثيودور روزفلت القوات العسكرية الأمريكية بالدخول إلى كوبا. كانت مهمتهم منع القتال بين الكوبيين، وحماية المصالح الاقتصادية الأمريكية هناك، وإجراء انتخابات حرة من أجل تأسيس حكومة جديدة وشرعية. بعد انتخاب خوسيه ميغيل غوميز في نوفمبر 1908، اعتبر المسؤولون الأمريكيون أن الوضع في كوبا مستقر بدرجة كافية لتسحب الولايات المتحدة قواتها، واكتملت العملية في فبراير عام 1909.
استمر الاحتلال السابق منذ عام 1898 وحتى عام 1902، من إبرام السلام بين الولايات المتحدة وإسبانيا في نهاية الحرب الإسبانية الأمريكية حتى افتتاح جمهورية كوبا.

## الخلفية
استمدت الولايات المتحدة دورها في الشؤون الكوبية، ومسؤولياتها وامتيازاتها، من معاهدة العلاقات الكوبية الأمريكية لعام 1903، التي وقعت عليها كوبا والولايات المتحدة في 22 مايو 1903، ووافقت عليها عام 1904. نصت المادة الثالثة على ما يلي: تضمنت هذا البند:
توافق حكومة كوبا على أنه يجوز للولايات المتحدة ممارسة الحق في التدخل من أجل الحفاظ على الاستقلال الكوبي، والحفاظ على حكومة توفر حماية الحياة والممتلكات والحرية الفردية، والوفاء بالالتزامات المتعلقة بكوبا المفروضة بموجب معاهدة باريس على الولايات المتحدة، التي ستتولاها وتتعهد بها الآن حكومة كوبا.
بدأ الصراع بين الأحزاب السياسية الكوبية خلال الانتخابات الرئاسية في سبتمبر 1905، إذ زور استرادا بالما وحزبه الانتخابات لضمان الفوز على المرشح الليبرالي، خوسيه ميغيل غوميز. نظم الليبراليون ثورة في أغسطس 1906. سعى الجانبان إلى التدخل عسكري أميركي، وتوقعت الحكومة الدعم في قمع التمرد، وتأمل خصومها في انتخابات جديدة خاضعة للإشراف. عندما طلب استرادا بالما القوات الأمريكية، كان الرئيس روزفلت مترددًا في البداية. أرسل وزير الحرب ويليام هوارد تافت ومساعد وزير الخارجية روبرت بيكون لإجراء مناقشات بحثًا عن حل تفاوضي لخلافات الأطراف. عند وصولهما في 19 سبتمبر، التقى تافت وبيكون بقادة الطرفين. عندما أدرك استرادا بالما أن روزفلت لم يكن مستعدًا لدعم موقفه، استقال في 28 سبتمبر 1906.

## الاحتلال
في اليوم التالي لاستقالته، تذرع الوزير تافت بأحكام معاهدة 1903، وأنشأ الحكومة المؤقتة لكوبا وعين نفسه حاكمًا مؤقتًا لكوبا. في 23 أكتوبر 1906 أصدر الرئيس روزفلت الأمر التنفيذي 518، موافقًا على إجراءات تافت. أمر المسؤولون الأمريكيون البحرية الأمريكية بإنزال لواء من مشاة البحرية. بقيادة الكولونيل ليتلتون والر، كان عليهم حماية المواطنين الأمريكيين وحراسة الجزيرة حتى وصول الجيش النظامي. لم يقدم المتمردون أي مقاومة واعتبروا التدخل الأمريكي علامة على النجاح. أشرف الجنرال الأمريكي فيديريك فونستون على استسلام المتمردين حتى قبل وصول الجيش. استقال فونستون بعد ذلك بوقت قصير وحل محله الجنرال جيمس فرانكلين بيل.
في 6 أكتوبر هبط أول جنود الجيش من ناقلة سمنر. سميت القوة أولًا جيش التدخل الكوبي لكن تافت أعاد تسميتها في 15 أكتوبر باسم جيش التهدئة الكوبي. أذن الكونغرس الأمريكي وروزفلت بنشر 18,000 رجل في كوبا من أجل الحملة، لكن العدد في كوبا لم يتجاوز أبدًا 425 ضابطًا، و6196 مجندًا. كان نحو نصف القوات من فوج الفرسان الحادي عشر تحت قيادة العقيد إيرل توماس ونصف من الفوج الثاني، اللواء الاستكشافي الأول. وبحسب أحد المؤرخين «كان عمل جيش التهدئة الكوبي بمثابة وجود أخلاقي قوي في الجزيرة لتشجيع الاستقرار والطاعة للحكومة المؤقتة». مارس العديد من الضباط من قدامى المحاربين في الحرب الفلبينية انضباطًا صارمًا لمنع حوادث سوء السلوك الخطيرة. بما أن المتمردين ألقوا أسلحتهم بالفعل، ركز الأمريكيون على بناء الطرق والبؤر الاستيطانية. شُيّد ما مجموعه 92 كيلومترًا من الطرق الجديدة أثناء الاحتلال، وأدار الجيش نحو ثلاثين موقعًا مختلفًا في كل من المناطق الريفية والحضرية، بما في ذلك قاعدة غوانتانامو. كان المقر الرئيسي في كامب كولومبيا، غرب هافانا. قلقت الإدارة العسكرية من إصابة قواتها بالتيفوئيد، والملاريا، والسيلان، وأصيب عشرة بالمئة من الجنود بأمراض تناسلية أثناء الاحتلال.